# Ommatocarcinus granulatus
Ommatocarcinus granulatus is een krabbensoort uit de familie van de Goneplacidae. De wetenschappelijke naam van de soort is voor het eerst geldig gepubliceerd in 1998 door Chen.